# Josef Wiefels
Josef Wiefels (* 19. Mai 1893; † 2. Oktober 1977 in Hamm) war ein deutscher Jurist.
Wiefels war von 1919 bis 1922 Gerichtsassessor und danach Landgerichtsrat, schließlich seit 1934 Oberlandesgerichtsrat in Düsseldorf. Von 1946 bis 1961 wirkte er als Präsident des Oberlandesgerichts Hamm. In dieser Funktion war er von 1952 bis 1961 auch Vizepräsident des Verfassungsgerichtshofs. Wiefels war Autor in der Reihe von Schaeffers Grundrissen, die von den 1920er Jahren zum Teil in hohen Auflagen als Kurzlehrbücher bis in die 1990er Jahre erschienen. Er veröffentlichte Repetitorien zum Zivil- und Strafrecht, zum BGB und zum Gesellschaftsrecht.

## Ehrungen
Nach ihm wurde die Josef-Wiefels-Straße in Hamm benannt.

## Veröffentlichungen
- Gewerblicher Rechtsschutz und Urheberrecht. Düsseldorf: Schwann; Stuttgart: Kohlhammer 1950.
- Deutsche Verfassungsgeschichte. Stuttgart: Kohlhammer; Düsseldorf: Schwann 1949.
- Landwirtschaftsrecht in der britischen und amerikanischen Zone. Düsseldorf: Schwann; Stuttgart: Kohlhammer 1949.
- Neues Patentrecht und neues Gebrauchsmusterrecht. Leipzig: Kohlhammer 1938.
- (mit Rudolf Bechert): Das neue Eherecht für Großdeutschland. Leipzig: Kohlhammer 1938.
- Neues Patentrecht und neues Gebrauchsmusterrecht. Leipzig: Kohlhammer 1938.
- (mit Carl Schaeffer): Recht der Wertpapiere (insbesondere Wechsel- und Scheckrecht). Leipzig: Schaeffer 1936.
- (mit Carl Schaeffer): Römisches Recht. Leipzig: Hirschfeld 1928.